# 1930 na ciência

## Eventos
- 18 de fevereiro - Clyde Tombaugh descobre Plutão.

## Nascimentos
| Data            | Nome                     | Profissão                                                      | Nacionalidade                 | Observações | Ref                                                                                                  |
| --------------- | ------------------------ | -------------------------------------------------------------- | ----------------------------- | --- | --- |
| 20 de janeiro   | Edwin Aldrin             | astronauta                                                     | Estados Unidos                | | |
| 8 de fevereiro  | Peter John Wyllie        | petrologista e geoquímico                                      | Reino Unido / Estados Unidos  | Medalha Polar 1954 Medalha Wollaston 1982 Medalha Roebling 2001 | [ 1 ] [ 2 ]                                                                                          |
| 23 de fevereiro | Goro Shimura             | matemático                                                     | Japão                         | Prémio Cole Teoria dos números 1977 Prémio Leroy P. Steele 1996 | [ 3 ] [ 4 ]                                                                                          |
| 28 de fevereiro | Leon Neil Cooper         | físico                                                         | Estados Unidos                | Nobel da Física 1972 | [ 5 ]                                                                                                |
| 8 de março      | Henry Maksoud            | engenheiro e empresário                                        | Brasil                        | | |
| 15 de março     | Zhores Ivanovich Alferov | físico                                                         | União Soviética(Bielorrússia) | Nobel da Física 2000 | [ 5 ]                                                                                                |
| 28 de março     | Jerome Isaac Friedman    | físico                                                         | Estados Unidos                | Nobel da Física 1990 | [ 5 ]                                                                                                |
| 9 de abril      | Frank Albert Cotton      | químico                                                        | França                        | m. 2007 Prémio Leo Hendrik Baekeland 1963 Medalha William H. Nichols 1975 Prémio Linus Pauling 1976 Prémio Willard Gibbs 1980 Medalha Nacional de Ciências 1982 Medalha Theodore William Richards 1986 Prémio em Ciências Químicas NAS 1990 Prémio Químico Pioneiro 1990 Prémio Internacional Rei Faisal (Ciência) 1990 Prémio Paracelso 1994 Prémio Welch de Química 1994 Medalha Priestley 1998 Prémio Wolf de Química 2000 Medalha Lavoisier (SCF) 2000 Prémio George C. Pimentel de Química 2006 | [ 6 ] [ 7 ] [ 8 ] [ 9 ] [ 10 ] [ 11 ] [ 12 ] [ 13 ] [ 14 ] [ 15 ] [ 16 ] [ 17 ] [ 18 ] [ 19 ] [ 20 ] |
| 19 de abril     | Alfred Ringwood          | geólogo                                                        | Império Britânico (Austrália) | m. 1993 Medalha William Bowie 1974 Medalha Arthur L. Day 1974 Medalha Wollaston 1988 Prémio V. M. Goldschmidt 1991 Prêmio Antonio Feltrinelli 1991 Medalha Clarke 1992 Medalha Harry H. Hess 1993 | [ 21 ] [ 22 ] [ 23 ] [ 1 ] [ 24 ] [ 25 ] [ 26 ] [ 27 ]                                               |
| 23 de abril     | François Treves          | matemático                                                     | França                        | Prémio Chauvenet 1972 Prémio Leroy P. Steele 1991 | [ 28 ] [ 29 ]                                                                                        |
| 10 de maio      | George Smith             | físico                                                         | Estados Unidos                | Nobel da Física 2009 Prémio Charles Stark Draper 2006 | [ 5 ] [ 30 ]                                                                                         |
| 11 de maio      | Edsger Dijkstra          | cientista de computação                                        | Países Baixos                 | m. 2002 Prémio Turing 1972 | [ 31 ]                                                                                               |
| 18 de maio      | Elsimar Coutinho         | médico                                                         | Brasil                        | | |
| 19 de maio      | Rudolf Kalman            | matemático e engenheiro                                        | Hungria                       | Medallha de Honra IEEE 1974 Prémio Charles Stark Draper 2008 Prémio Kyoto 1985 Prémio Leroy P. Steele 1986 | [ 32 ] [ 30 ] [ 33 ] [ 29 ]                                                                          |
| 28 de maio      | Frank Drake              | astrónomo e astrofísico                                        | Estados Unidos                | | |
| 8 de junho      | Robert Aumann            | matemático e economista                                        | Estados Unidos                | Nobel de Economia 2005 | [ 34 ]                                                                                               |
| 15 de julho     | Stephen Smale            | matemático                                                     | Estados Unidos                | Prémio Chauvenet 1988 | [ 28 ]                                                                                               |
| 1 de agosto     | Pierre Bourdieu          | sociólogo                                                      | França                        | m. 2002 | |
| 5 de agosto     | Neil Armstrong           | astronauta                                                     | Estados Unidos                | | |
| 12 de agosto    | Jacques Tits             | matemático                                                     | Bélgica / França              | Prémio Abel 2008 Prémio Wolf de Matemática 1993 | [ 35 ]                                                                                               |
| 13 de agosto    | Jader Benuzzi Martins    | físico, matemático e escritor                                  | Brasil                        | | |
| 19 de setembro  | Ruth Cardoso             | antropóloga, empreendedora social e ex-primeira dama do Brasil | Brasil                        | m. 2008 | |
| 5 de outubro    | Pavel Popovich           | cosmonauta                                                     | União Soviética               | | |
| 10 de outubro   | Yves Chauvin             | químico                                                        | Bélgica                       | Nobel da Química 2005 | [ 36 ]                                                                                               |
| 31 de outubro   | Michael Collins          | astronauta                                                     | Estados Unidos                | | |
| 3 de novembro   | Tsutomu Seki             | astrónomo                                                      | Japão                         | | |
| 5 de novembro   | Frank Adams              | matemático                                                     | Reino Unido                   | m. 1989 Medalha Sylvester 1982 | [ 37 ]                                                                                               |
| 11 de novembro  | Hugh Everett III         | físico                                                         | Estados Unidos                | m. 1982 | |
| 14 de novembro  | Edward Higgins White II  | astronauta                                                     | Estados Unidos                | m. 1967 | |
| 17 de novembro  | Hans Kniep               | botânico                                                       | Alemanha                      | | |
| 1 de dezembro   | Hermanfrid Schubart      | arqueólogo                                                     | Alemanha                      | | |
| 15 de dezembro  | Henri Kagan              | químico                                                        | França                        | Medalha August Wilhelm von Hofmann 1991 Prémio Tetrahedron 1999 Prémio Wolf de Química 2001 Prémio Ryōji Noyori 2002 Prémio Bower de Realização em Ciência 2005 Medalha Lavoisier (SCF) 2013 | [ 38 ] [ 39 ] [ 18 ] [ 40 ] [ 41 ] [ 19 ]                                                            |
| 27 de dezembro  | Marshall Sahlins         | antropólogo                                                    | Estados Unidos                | | |
| ??              | Daniel Cargnin           | padre católico e paleontólogo                                  | Brasil                        | m. 2002 | |
| ??              | Peter John Wyllie        | petrologista e geoquímico                                      | Reino Unido / Estados Unidos  | Medalha Wollaston 1982 | [ 1 ]                                                                                                |
| ??              | Edgard Raffaelli Júnior  | neurologista                                                   | Brasil                        | m. 2006 | |

## Mortes
| Data           | Nome                      | Profissão            | Nacionalidade  | Observações                   | Ref    |
| -------------- | ------------------------- | -------------------- | -------------- | ----------------------------- | ------ |
| 21 de janeiro  | Hugh Longbourne Callendar | físico               | Reino Unido    | n. 1863 Medalha Rumford 1906  | [ 42 ] |
| 24 de janeiro  | Adolf Kneser              | matemático           | Alemanha       | n. 1862                       |        |
| 31 de janeiro  | Benedykt Dybowski         | naturalista e médico | Polónia        | n. 1833                       |        |
| 10 de abril    | William Edward Story      | matemático           | Estados Unidos | n. 1850                       |        |
| 15 de agosto   | Florian Cajori            | matemático           | Suíça          | n. 1859                       |        |
| 6 de setembro  | Jorge Claraz              | naturalista          | Suíça          | n. 1832                       |        |
| 20 de setembro | Moritz Pasch              | matemático           | Alemanha       | n. 1843                       |        |
| 19 de outubro  | Constantin von Monakow    | neurologista         | Suíça          | n. 1853                       |        |
| 2 de novembro  | Alfred Wegener            | meteorologista       | Alemanha       | n. 1880                       |        |
| 17 de novembro | Hans Kniep                | botânico             | Alemanha       | n. 1881                       |        |
| 13 de dezembro | Fritz Pregl               | químico              | Áustria        | n. 1869 Nobel da Química 1923 | [ 36 ] |
| 25 de dezembro | Eugen Goldstein           | físico               | Alemanha       | n. 1850 Medalha Hughes 1908   | [ 43 ] |

## Prémios

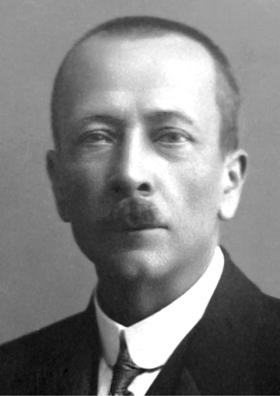
Fritz Pregl (1869-1930)

### Medalha Bruce
- Max Wolf[44]

### Medalha Copley
- William Henry Bragg[45]

### Medalha Darwin
- Johannes Schmidt[46]

### Medalha Davy
- Robert Robinson[47]

### Medalha Edison IEEE
- Frank Conrad[48]

### Medalha Guy
- ouro - A. William Flux[49]
- prata - H.E. Soper[50]

### Medalha de Honra IEEE
- Peder Oluf Pedersen[32]

### Medalha Hughes
- Chandrasekhara Venkata Raman[43]

### Medalha Lyell
- Frederick Chapman[51]

### Medalha Mary Clark Thompson
- William B. Scott[52] e Edward Oscar Ulrich[52]

### Medalha Matteucci
- Arthur Compton[53]

### Medalha Max Planck
- Niels Bohr[54]

### Medalha Murchison
- Arthur Lewis Hallam[55]

### Medalha de Ouro da Royal Astronomical Society
- William Richardson[56] e Johann Franz Encke[56]

### Medalha Penrose
- François Alfred Antoine Lacroix[57]

### Medalha Real
- Geologia - John Edward Marr[58]
- Física - Owen Willans Richardson[58]

### Medalha Rumford
- Peter Debye[42]

### Medalha Wollaston
- Albert Charles Seward[1]

### Prémio Nobel
- Física - Chandrasekhara Venkata Raman.[5]
- Química - Hans Fischer[36].
- Medicina - Karl Landsteiner[59].

### Prémio Rumford
- John Stanley Plaskett[60]